# Национална гребна база „Средец“
Национална гребна база „Средец“, по-известна като Гребна база „Панчарево“, е спортен комплекс, предназначен за упражняване на водния спорт академично гребане. Разположена е на западния бряг на Панчаревското езеро край София.

## Описание
Комплексът е изграден през 1968 г., и за времето си е най-модерното спортно съоръжение в България за развитие на гребните дисциплини. През 1977 г. на езерото до София се провежда Световното първенство по кану-каяк, а през 1981 г. - Световното първенство за младежи във водните спортове. Използва се активно до края на 1990-те години, била е домакин на множество международни и национални регати по гребане и водомоторен спорт, европейски първенства по кану-каяк и триатлон, ветерански надпревари.
Материалната база включва комплекс от съоръжения за провеждане на тренировки и състезания – хотелска част и ресторант, хангари за лодки, понтони, масивен кей, кула и трибуни за наблюдение, информационно табло, както и нисък път по цялата дължина на състезателното трасе, по който може да се движи кола на телевизията за заснемане на състезанията. И днес, въпреки влошените условия и липсата на олимпийска дистанция в езерото на нея провеждат своите тренировки някои от големите спортни клубове по кану-каяк в столицата. Води се в активите на „Национална спортна база“ ЕАД.

## Модернизация
След реконструкция през 2010 г. комплексът експонира своя потенциал за практикуване на различни видове спорт на закрито. Изграден е модерен фитнес център, предлагащ квалифицирани инструктори, спа процедури, масажи и протеинов бар. Организират се курсове по танци, бойни изкуства, туристически каяк за любители, както и здравословни програми с различен формат, съобразени с индивидуалните възможности на участниците. Бившият стол за спортистите е преустроен в уютен ресторант, хотелската част е реновирана. Комплексът е притегателен център за множество спортни прояви и с малко инвестиции би могъл да се превърне в модерен спортно-възстановителен център.
В бъдеще има възможност за обособяване на нов кей за леки плавателни съдове, велотрасе около езерото за улесняване на достъпа до зоната за отдих, както и създаване на условия за корабомоделизъм.